# La Belle et la Meute
Pour plus de détails, voir Fiche technique et Distribution.
La Belle et la Meute (arabe : على كف عفريت, soit Aala Kaf Ifrit) est un thriller tunisien, réalisé par Kaouther Ben Hania et sorti en 2017.
Le film est tiré d'une histoire vraie, issue de l'ouvrage Coupable d'avoir été violée de Meriem Ben Mohamed.

## Synopsis
Mariam, 21 ans, se rend à une soirée étudiante à Tunis. Sympathisant avec un garçon, Youssef, elle sort se balader avec lui sur la plage. Trois policiers les voient et deux d'entre eux la violent dans leur voiture pendant que le dernier s'éloigne avec Youssef. Traumatisée et terrorisée, elle se rend avec Youssef à l’hôpital local, où le personnel refuse de lui prodiguer un certificat attestant qu’elle a subi un viol et l’oblige à se rendre au poste de police. Les policiers, corrompus, vont tout faire pour enterrer l'affaire, alors que les violeurs se trouvent dans le même bâtiment que leur victime.

## Fiche technique
Sauf indication contraire, les informations mentionnées dans cette section peuvent être confirmées par la base de données cinématographiques IMDb,  présente dans la section « Liens externes ».
- Titre : La Belle et la Meute
- Titre original : على كف عفريت (Aala Kaf Ifrit)
- Réalisation : Kaouther Ben Hania
- Scénario : Kaouther Ben Hania, d'après le livre Coupable d'avoir été violée de Meriem Ben Mohamed (éditions Michel Lafon)
- Photographie : Johan Holmquist
- Montage : Nadia Ben Rachid
- Musique : Amine Bouhafa
- Production : Nadim Cheikhrouha
- Sociétés de production : Cinétéléfilms, Tanit Films, Laika Film & Television, Film i Väst, Chimney/Scandvision, Commune Image, Film and Literature Core Capstone Productions, Shortcut Films
- Sociétés de distribution : Jour2Fête, Hakka Distribution, MC Distribution, Trigon-film
- Budget de production : 850 000 euros
- Pays de production :  Tunisie,  France,  Suède,  Norvège,  Liban,  Qatar,  Suisse
- Langue : arabe
- Format : couleur — 35 mm — 2,35:1 — DTS/Dolby Digital
- Genre : drame, policier, thriller
- Durée : 100 minutes (1 h 40)
- Date de sortie :
  - France : 18 octobre 2017

## Distribution
- Mariam Al Ferjani : Mariam
- Ghanem Zrelli : Youssef
- Noomane Hamda
- Mohamed Akkari
- Chedly Arfaoui
- Anissa Daoud
- Mourad Gharsalli
- Rym Ben Messaoud

## Production
Le film a été réalisé en neuf plans-séquence qui contribuent à plonger le spectateur dans une sensation de réel et générer une tension, avec une préparation proche du jeu au théâtre, le choix des acteurs se portant sur des comédiens de théâtre habitués à des scènes longues.

## Réception
Le film est présenté au Festival de Cannes 2017, dans le cadre d'Un certain regard. Il reçoit un accueil positif de la critique. Guillemette Odicino, dans Télérama, le décrit comme un « thriller féministe étonnant », « la chronique haletante de la naissance d’une conscience politique ».

## Distinctions

### 2017
- Prix Valois Magelis au Festival du film francophone d'Angoulême 2017[7] ;
- Prix spécial du jury au Festival du cinéma méditerranéen de Bruxelles[8] ;
- Prix au Festival Lumières d'Afrique de Besançon (France)[9] ;
- Prix et cinq nominations au Festival de Cannes[10] ;
  - Un certain regard - prix de la meilleure création sonore[11],[12] ;
  - Un certain regard - nommé dans le cadre du prix d'interprétation féminine ;
  - Un certain regard - nommé dans le cadre du prix de la mise en scène ;
  - Un certain regard - nommé dans le cadre du prix du jury ;
  - Un certain regard - nommé dans le cadre du prix de la poésie du cinéma ;
  - Prix un certain regard - nommé dans le cadre du prix.

### 2018
- Compétition officielle aux Journées cinématographiques de Carthage[13]
- Quatre prix au Festival du cinéma tunisien[14] : 
  - Prix du meilleur réalisateur et vision cinématographique (Kaouther Ben Hania) ;
  - Prix du meilleur producteur (Habib Attia) ;
  - Prix du meilleur second rôle féminin (Anissa Daoud) ;
  - Prix de la meilleure création sonore (Moez Ben Cheikh).
- Sélectionné par le Centre national du cinéma et de l'image pour représenter la Tunisie lors des Oscars 2019 dans la catégorie du meilleur film étranger[15].